# 烯丙基

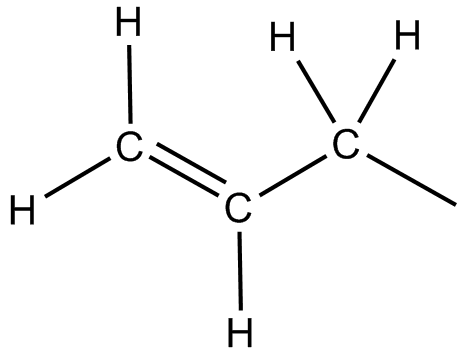
烯丙基的結構

烯丙基（Allyl）是结构式为H2C=CH−CH2R的取代基，是丙烯中 sp3 杂化的碳去掉一个氢后形成的基团。其中与双键碳相邻的碳称为烯丙位。
具有该基团的化合物通常可以进行一些特殊的反应，如丙烯重排，丙烯位氧化反应，Ene反应和Trost不对称丙烯位烷基化反应等。
用NBS可以对烯烃的丙烯位进行溴代。